# Sohn Kee-chung
Sohn Kee-chung (손기정?, 孫基禎?) (Sinuiju, 29 de agosto de 1912 - Seúl, 15 de noviembre de 2002) fue un atleta surcoreano especializado en maratones. En los Juegos Olímpicos de Berlín 1936 se convirtió en el primer deportista coreano en ganar una medalla de oro, dentro de la delegación japonesa. Posteriormente fue entrenador de otros maratonianos como Suh Yun-bok (plusmarca mundial en 1947) y Hwang Young-cho (medalla de oro en Barcelona 1992).

## Biografía
Sohn Kee-chung nació en Sinuiju (actual Corea del Norte) en 1912, en plena ocupación japonesa de la península. Su familia era pobre, por lo que tuvo que dejar los estudios y no los pudo retomar hasta la adolescencia. Educado en japonés y coreano, completó la educación secundaria en la Escuela Superior de Yangchung y en 1940 se graduó en Derecho por la Universidad de Meiji.
Con 16 años sobresalía en las pruebas escolares de atletismo, su mayor afición. Al principio competía en 1.500 y 5.000 metros, pero luego se especializó en carreras de larga distancia. Entre 1931 y 1936 había corrido 12 maratones con un saldo de nueve victorias, entre ellas la plusmarca mundial en la maratón de Tokio de 1935 (2h26:42).

### Juegos Olímpicos de 1936
Kee-chung fue medalla de oro en la maratón de los Juegos Olímpicos de Berlín 1936 (2h29:19). A pesar de que esta es la primera victoria de un coreano en la historia olímpica, se produjo con la delegación de Japón porque en aquella época Corea seguía ocupada por los nipones. Además, fue inscrito como Son Kitei (pronunciación japonesa del sinograma en hanja) en vez de con su nombre propio. Su compañero Nam Sung-yong, medalla de bronce en la misma prueba, vivió idéntica situación.
La victoria en la maratón conllevó episodios de rechazo surcoreano al dominio colonial, que convirtieron a Kee-chung en un símbolo. El atleta dijo a los periodistas que él era coreano y no japonés, algo que los intérpretes nipones se negaron a traducir, y en la ceremonia de medallas subió al podio con un evidente gesto de tristeza. En la península, el diario Dong-a Ilbo fue clausurado nueve meses por publicar la foto del medallista con la bandera borrada. Se considera que ese gesto afectó a su carrera deportiva, pues no volvió a competir en más eventos internacionales hasta 1945.
Por haber ganado la maratón, la organización de Berlín 1936 pensaba regalar a Kee-chung un casco corintio del siglo VIII a. C. que había sido donado por un diario griego. Sin embargo, el Comité Olímpico Internacional (COI) interpretaba que ese trofeo era una violación de la normativa amateur, por lo que la antigüedad permaneció en los Museos Estatales de Berlín durante cinco décadas. No fue hasta 1986 cuando el COI llegó a un acuerdo con el museo y pudieron entregárselo a Sohn. El casco fue catalogado «tesoro nacional de Corea del Sur» en 1987.
El COI considera el triunfo de 1936 una medalla japonesa, pero ha añadido que Sohn Kee-chung «fue obligado a adoptar el nombre japonés» para poder competir.

### Vida posterior
Tras la independencia de Corea, Kee-chung dejó su trabajo en una caja de ahorros para compaginar dos cargos de responsabilidad: la vicepresidencia de la Federación de Atletismo Coreana y el puesto de entrenador del equipo de maratones. Su discípulo Suh Yun-bok batió en la Maratón de Boston de 1947 la plusmarca mundial que él había establecido (2h25:39). Tres años después, ayudó a Ham Kee-yong a vencer en la misma prueba.
En los Juegos Olímpicos de Londres 1948, fue el abanderado de la primera delegación de Corea del Sur. Ese mismo año asumió como presidente de la Asociación de Deportes de Corea.
En la década de 1980, y a pesar de su avanzada edad, el exatleta continuó entrenando a corredores de maratón. Para los Juegos Olímpicos de Seúl 1988 tuvo el honor de introducir la llama olímpica en el Estadio de Seúl. Y en los Juegos Olímpicos de Barcelona 1992 logró que su protegido Hwang Young-cho ganara la medalla de oro en la maratón (2h13:23), la segunda en la historia del atletismo surcoreano.
Sohn Kee-chung falleció el 15 de noviembre de 2002 a los 90 años por problemas respiratorios. Fue enterrado con honores en el Cementerio Nacional de Daejeon.